# Тајна Лазе Лазаревића
„Тајна Лазе Лазаревића” је југословенски ТВ филм из 1986. године. Режирао га је Александар Ђорђевић а сценарио је написао Миодраг Ђурђевић.

## Улоге
| Глумац                | Улога                   |
| --------------------- | ----------------------- |
| Милан Цаци Михаиловић | Лаза Лазаревић          |
| Горан Букилић         | Глумац                  |
| Дејан Чавић           | Судски вештак           |
| Ненад Цигановић       | Кузман Лазаревић, отац  |
| Славица Ђорђевић      | Евица Лазаревић, сестра |
| Добрила Илић          | Секретарица             |
| Драгослав Илић        | Бранилац 1              |
| Мира Илић             | Глумица                 |
| Ђорђе Јовановић       | Судија                  |
| Љубица Ковић          | Јелка Лазаревић, мајка  |
| Радица Маринковић     | Лазина сестра           |
| Вељко Маринковић      | Поротник 2              |

Остале улоге  ▼
| Глумац              | Улога                      |
| ------------------- | -------------------------- |
| Младен Недељковић   | Поротник 1                 |
| Александра Николић  | Ана / Швабица              |
| Чедомир Петровић    | Глумац                     |
| Загорка Петровић    | Анђелија Лазаревић, сестра |
| Зоран Ранкић        | Тужилац 1                  |
| Марко Ратић         | Лаза Лазаревић, као дете   |
| Славица Смиљанић    | Лазина сестра              |
| Ружица Сокић        | Олга Станисављевић / Пола  |
| Миле Станковић      | Бранилац 2                 |
| Боривоје Стојановић | Тужилац 2                  |
| Љуба Тадић          | Милорад Поповић Шапчанин   |